# Amblyglyphidodon leucogaster
Amblyglyphidodon leucogaster és una espècie de peix de la família dels pomacèntrids i de l'ordre dels perciformes.

## Morfologia
Els mascles poden assolir els 13 cm de longitud total.

## Distribució geogràfica
Es troba des del Mar Roig i l'Àfrica oriental fins a Melanèsia, Micronèsia, Samoa, les Illes Ryukyu i la Gran Barrera de Corall.